# Fuad Ibrahim
Abdusalam Abas "Fuad" Ibrahim (ur. 15 sierpnia 1991 w Dire Daua) – etiopski piłkarz  grający na pozycji napastnika. Posiada również obywatelstwo Stanów Zjednoczonych.

## Kariera klubowa
Swoją karierę piłkarską Ibrahim rozpoczynał w szkołach sportowych IMG Soccer Academy i Edison Academy. W 2007 roku został wybrany w drafcie do Major League Soccer przez drużynę FC Dallas. Stał się tym samym drugim najmłodszym piłkarzem w MLS po Freddym Adu. Nie zadebiutował w jednak w zespole z Dallas. W 2008 roku odszedł do Toronto FC. W Major League Soccer zadebiutował 12 lipca 2008 roku w przegranym 1:2 wyjazdowym meczu z Chicago Fire i w debiucie zdobył gola. W zespole Toronto grał do 2010 roku.
W 2011 roku Ibrahim brał udział w programie MLS Graduation Adidas i nie występował w żadnym klubie. W 2012 roku został zawodnikiem klubu Minnesota Stars, grającego w North American Soccer League. Zadebiutował w nim 1 lipca 2012 w przegranym 0:2 wyjazdowym meczu z Tampa Bay Rowdies.
Następnie grał w fińskim AC Kajaani, amerykańskim Oromo United Minnesota i rodzimym Dire Dawa City SC.
| Sezon | Klub            | Kraj              | Rozgrywki | Mecze | Bramki |
| ----- | --------------- | ----------------- | --------- | ----- | ------ |
| 2006  | FC Dallas       | Stany Zjednoczone | MLS       | 0     | 0      |
| 2007  | FC Dallas       | Stany Zjednoczone | MLS       | 0     | 0      |
| 2008  | Toronto FC      | Stany Zjednoczone | MLS       | 12    | 2      |
| 2009  | Toronto FC      | Stany Zjednoczone | MLS       | 6     | 0      |
| 2010  | Toronto FC      | Stany Zjednoczone | MLS       | 8     | 1      |
| 2012  | Minnesota Stars | Stany Zjednoczone | NASL      | 5     | 0      |
| 2013  | AC Kajaani      | Finlandia         | Ykkönen   | 7     | 1      |

## Kariera reprezentacyjna
W latach 2006–2007 Ibrahim grał w reprezentacji Stanów Zjednoczonych U-17. W 2007 roku wystąpił z nią na Mistrzostwach Świata U-17 w Korei Południowej. Natomiast w latach 2008-2010 występował w reprezentacji Stanów Zjednoczonych U-20.
W reprezentacji Etiopii Ibrahim zadebiutował w 2012 roku. W 2013 roku został powołany do kadry na Puchar Narodów Afryki 2013.